# Fonteinkruidfamilie
De fonteinkruidfamilie (Potamogetonaceae) is een familie van eenzaadlobbige waterplanten. In het APG-systeem (1998) en het APG II-systeem (2003) omvat de familie ook de planten die voorheen tot de familie Zannichelliaceae gerekend werden.
In Nederland komen de volgende geslachten voor: Potamogeton (Fonteinkruid), Groenlandia en Zannichellia.
De volgende soorten worden hier beschreven:
- Doorgroeid fonteinkruid (Potamogeton perfoliatus)
- Drijvend fonteinkruid (Potamogeton natans)
- Duizendknoopfonteinkruid (Potamogeton polygonifolius)
- Gegolfd fonteinkruid (Potamogeton × angustifolius)
- Gekroesd fonteinkruid (Potamogeton crispus)
- Glanzig fonteinkruid (Potamogeton lucens)
- Haarfonteinkruid (Potamogeton trichoides)
- Langstengelig fonteinkruid (Potamogeton praelongus)
- Ongelijkbladig fonteinkruid (Potamogeton gramineus)
- Paarbladig fonteinkruid (Groenlandia densa)
- Plat fonteinkruid (Potamogeton compressus)
- Puntig fonteinkruid (Potamogeton mucronatus)
- Rivierfonteinkruid (Potamogeton nodosus)
- Rossig fonteinkruid (Potamogeton alpinus)
- Schedefonteinkruid (Potamogeton pectinatus)
- Spits fonteinkruid (Potamogeton acutifolius)
- Stomp fonteinkruid (Potamogeton obtusifolius)
- Tenger fonteinkruid (Potamogeton pusillus)
- Weegbreefonteinkruid (Potamogeton coloratus)